# Raad voor het Openbaar Bestuur
De Raad voor het Openbaar Bestuur (ROB) is een Nederlandse onafhankelijke adviesraad van de regering en het parlement. De Raad werd in 1996 ingesteld met als doel regering en parlement gevraagd en op eigen initiatief van advies te dienen over de inrichting en het functioneren van het openbaar bestuur. Het doel van deze adviezen is steeds het verbeteren van de doelmatigheid en de doeltreffendheid van het overheidsoptreden.
De raad kent tien leden die bij Koninklijk Besluit worden benoemd. Hij geeft adviezen uit, maar tracht evenzeer door publicaties en andere uitingen deel te nemen aan het publieke debat.

## Geschiedenis
Samen met de Raad voor de financiële verhoudingen (Rfv) werd de Raad voor het openbaar bestuur (Rob) in 1996 geïnstalleerd. Hiermee vulden ze de gaten in het Nederlandse adviesstelsel die de Raad voor de Territoriale Decentralisatie (1964-1980), Raad voor het Binnenlands Bestuur (1980-1997) en Raad voor de gemeentefinanciën (1961-1997) hadden achtergelaten.
De eerste voorzitter van de ROB werd Joan Leemhuis-Stout. Op 15 december 1999 werd Leemhuis-Stout opgevolgd door Harm Bruins Slot, die de functie kort bekleedde tot zijn benoeming tot secretaris-generaal van het ministerie van Onderwijs, Cultuur en Wetenschappen in 2000. Vanaf dat moment stond de Rob onder het voorzitterschap van Jos van Kemenade. Op 1 juli 2009 werd hij opgevolgd door Jacques Wallage.
Per 1 juli 2017 veranderde de samenstelling van de raad door het samengaan van de Raad voor het openbaar bestuur (ROB) en de Raad voor de financiële verhoudingen (Rfv). Han Polman werd voorzitter van de vernieuwde Raad voor het Openbaar Bestuur, nu met drie kapitalen geschreven. Leden van deze ROB kwamen voort uit zowel de oude Rob en Rfv, als enkele nieuwe leden. De ROB heeft daarmee de adviesfunctie van de Rfv overgenomen; de ROB adviseert over de inrichting en het functioneren van het openbaar bestuur en de beleidsmatige aspecten van financiële verhoudingen tussen Rijk, provincies en gemeenten.

## Werkwijze
De ROB kan zowel gevraagd als op eigen initiatief advies uitbrengen. Adviesaanvragen kunnen van alle ministeries en van de Staten-Generaal komen. De ROB baseert adviezen op bestuurlijke kennis en ervaring, state-of-the-art wetenschappelijke inzichten en kennisname van opinies en inzichten uit de samenleving. In de voorbereiding voor het adviseren betrekt de raad vaak personen en organisaties die veel met het openbaar bestuur te maken hebben of die over relevante inhoudelijke deskundigheid beschikken. Ook met publicaties, onderzoek en bijeenkomsten levert de raad een bijdrage aan het politiek-bestuurlijke en maatschappelijke debat. ‘Het gezag van de overheid' is momenteel het centrale thema: het vertrouwen tussen burgers en bestuur, maar ook het onderlinge vertrouwen tussen de verschillende overheden.
Als strategisch adviesorgaan beschikt de ROB over verschillende adviesvormen:
- Adviesrapport: de kernactiviteit van de ROB is het uitbrengen van advies aan de regering en de Staten-Generaal is. Een adviestraject duurt doorgaans meerdere maanden tot een jaar en resulteert in een adviesrapport.
- Briefadvies: Gaat het om een onderwerp waarbij het mogelijk is een compacte analyse te maken en deze kwiek om te zetten in een advies, dan kiest de raad vaak de vorm van een briefadvies. Het biedt de raad de mogelijkheid snel tot resultaat te komen en zo zorg te dragen voor aansluiting op de actualiteit.
- Signalement: In een signalement belicht de raad een onderwerp dat te maken heeft met de doeltreffendheid en de doelmatigheid van het openbaar bestuur, zonder dat er een directe opdrachtgever is.
- Essay: In een essaybundel reflecteren diverse deskundigen op een bepaald aspect van het openbaar bestuur of de financiële verhoudingen.

## Raad
De leden van de Raad voor het Openbaar Bestuur komen uit de wetenschap of zijn actief als politicus of bestuurder in het openbaar bestuur. Zij zijn geselecteerd op basis van hun deskundigheid en hun maatschappelijke ervaring. Voor bepaalde adviestrajecten kunnen tijdelijke leden worden benoemd. De raadsleden komen elke maand bij elkaar voor de raadsvergadering, waarin lopende adviestrajecten en activiteiten worden besproken. Alle raadsleden lezen mee met alle adviezen en geven daar input op. Daarnaast zijn zij op kennis verbonden aan een specifiek advies, en vormen zij een werkgroep met de medewerkers die het advies uitwerken. Verder geven raadsleden lezingen, schrijven zij artikelen en treden op in de media.
Voorzitter:
- Han Polman, commissaris van de Koning in de provincie Zeeland

Vicevoorzitter:
- Caelesta Braun, hoogleraar Openbaar Bestuur en Maatschappelijke Democratie, Universiteit Leiden

Leden:
- Salima Belhaj, oud - Tweede Kamerlid
- Martiene Branderhorst, algemeen directeur gemeente Den Haag
- Frank Hendriks, hoogleraar Tilburg University
- Frank van Ommeren, hoogleraar Staats- en bestuursrecht aan de Vrije Universiteit te Amsterdam
- Ronald van Raak, hoogleraar Erasmiaanse waarden Erasmus Universiteit te Rotterdam

- Huri Sahin, burgemeester gemeente Rijswijk
- Peter Verheij, zelfstandig adviseur en interim-professional publieke sector
- Arno Visser, voorzitter Bouwend Nederland

### Historische voorzitters[5]
Raad voor het openbaar bestuur:
- Jacques Wallage (2009-2017)
- Jos van Kemenade (2001-2009)
- Harm Bruins Slot (1999-2000)
- Joan Leemhuis-Stout (1997-1999)

Raad voor de financiële verhoudingen:
- Michiel van Haersma Buma (2005-2017)
- Ans van den Berg (1999-2005)
- Joan Leemhuis-Stout (1997-1999)[1]